# Tuck (football)
João Carlos Novo de Araújo Gonçalves, surnommé Tuck, est un footballeur portugais.

## Biographie
Ce milieu de terrain joue principalement en faveur du Gil Vicente et du CF Belenenses.
Au cours de sa carrière, il dispute un total de 338 matchs en 1re division portugaise et inscrit 16 buts dans ce championnat.

## Statistiques
- 338 matchs et 16 buts en 1re division portugaise
- 62 matchs et 10 buts en 2e division portugaise